# Дощова тінь

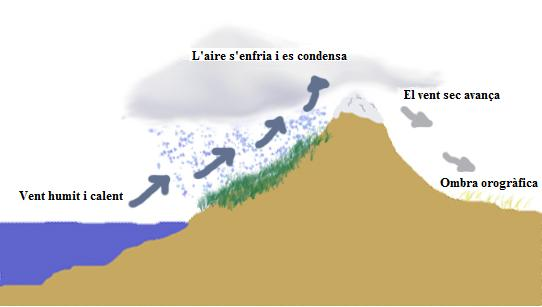
Пояснювальний малюнок формування дощових тіней

Дощова тінь — регіон суходолу із низькою кількістю опадів (порівняно з навколишньою місцевістю), розташований із підвітряного боку гірського хребта або іншої географічної особливості, що обумовлює напрям вітру. Гори блокують прохід дощових повітряних мас, затінюючи прилеглі території від зволоження, що призводить до посухи.
Дощова тінь є теплим і сухим регіоном, оскільки під час підйому до гірських вершин вологі повітряні маси охолоджуються, досягаючи точки роси — стану, коли водяна пара конденсується у вигляді дощу, який випадає з навітряного боку або на вершині гори. Такий процес називається орографічним підняттям і призводить до появи арідних регіонів із підвітряного боку гірських систем. Сухий теплий гірський вітер, фен, ще більше висушує й так бідні на вологу землі.

## Регіони з великим дощовим затіненням

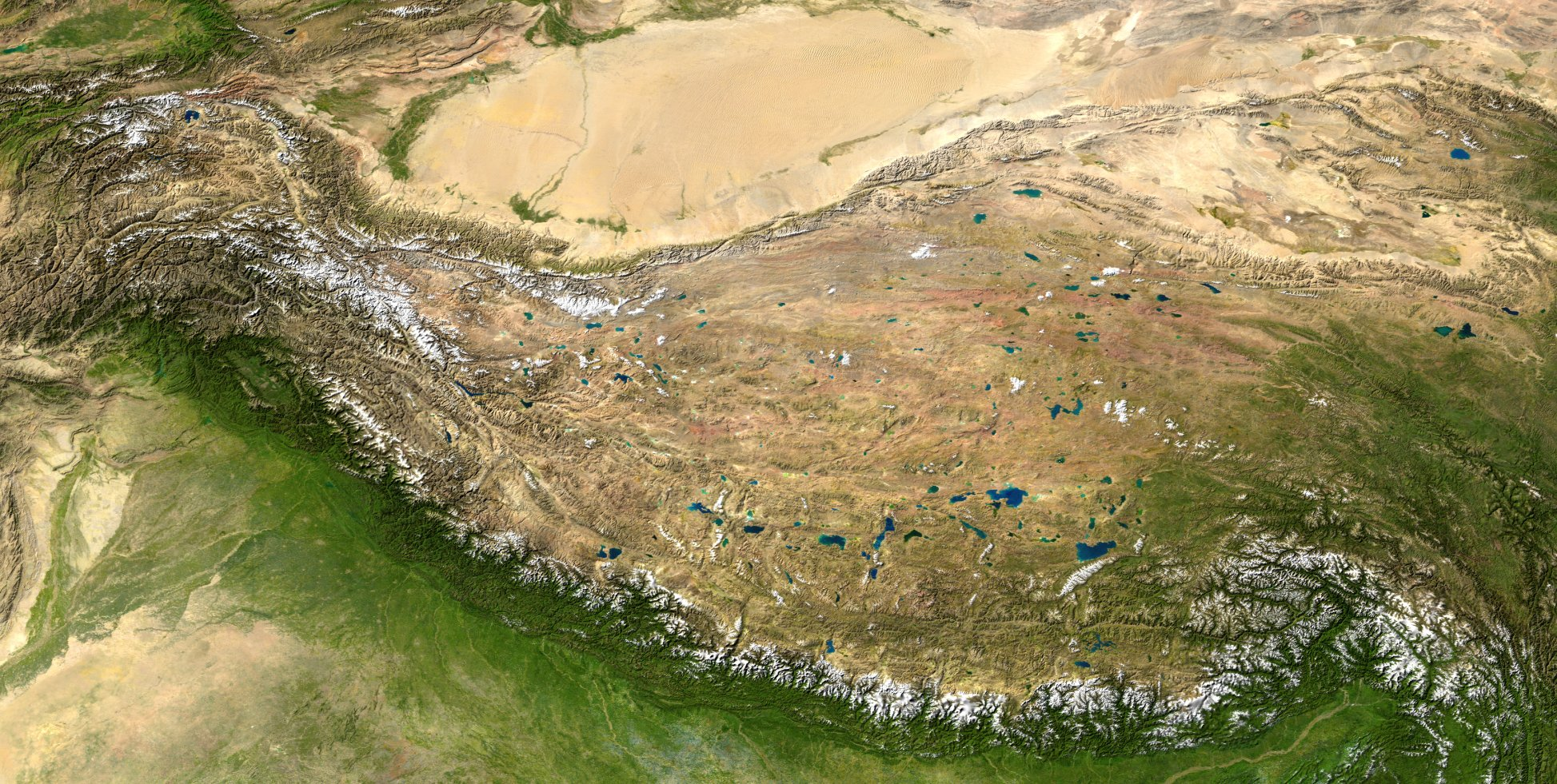
Тибетське плато — приклад дощової тіні, оскільки вельми незначна частина вологи долає Гімалайські гори.

В екваторіальних районах Землі (між 30° N и 30° S) панівні вітри, пасати, що дмуть здебільшого з північного сходу в Північній півкулі і з південного сходу в Південній. В середніх широтах (між 30° и 60°) дмуть західні вітри, особливо потужні у ревучих сорокових (між 40° і 50° південної широти).

### Азія
- Кавказ із заходу, Ельбурс із півдня та Гімалаї зі сходу створюють дощове затінення в пустелях Каракуми та Кизилкум.
- Пустеля Деште-Лут — дощова тінь гірських систем Ельбурс і Загрос.
- Східний бік Західних Гат на плато Деккан, зокрема Коромандельський берег.

### Південна Америка
- Пустеля Атакама в Чилі є найсухішою областю планети через те, що «заслонена» із двох боків — Андами зі сходу та високим тиском із боку Тихого океану.

### Північна Америка
- Долина Смерті в США також є добрим прикладом — вона є дощовою заслоною гір Сьєрра-Невада та Тихоокеанських Берегових гір.

### Європа
- Кантабрійські гори відокремлюють прибережні райони Біскайської затоки в Іспанії від сухого центрального плато, утворюючи дощову тінь.
- Альпи блокують вологі західні вітри, зумовлюючи посушливий клімат Паннонської (Тисо-Дунайської) низовини — степового острову поміж лісових ландшафтів Центральної Європи.
- Деякі альпійські долини лежать у дощовій тіні.
- Карпати частково блокують вологі повітряні маси з боку Атлантичного океану, через що степова зона України характеризується меншою кількістю опадів, порівняно з розташованим північніше лісостепом.

### Африка
- Навітряний бік острова Мадагаскар, розташований на східному узбережжі, має вологий тропічний клімат, а західне та південне узбережжя знаходяться в дощовому затінку центральних гір острова.
- Утворення гірської системи Атлас частково змінило клімат, що призвело до утворення Сахари — з південного боку гір спостерігається потужний ефект дощового затінку.

### Океанія
- У Новій Зеландії дощова тінь пролягає на Південному острові, де Південні Альпи перехоплюють вологу, що надходить із Тасманового моря.
- В австралійських штатах Новий Південний Уельс і Вікторія розташована область Монтаро, на яку лягає дощовий затінок Снігових гір із північного заходу та прибережних хребтів із південного сходу.